# Верхнесвечниковское сельское поселение
Верхнесвечниковское сельское поселение — муниципальное образование в Кашарском районе Ростовской области.
Административный центр поселения — село Верхнесвечниково.

## География
Верхнесвечниковское сельское поселение располагается на северо-востоке Кашарского района Ростовской области, в 65 км от районного центра (слобода Кашары) и 360 км от областного центра (город Ростов-на-Дону). На севере и северо-западе граничит с Талловеровским сельским поселением, на юго-востоке — с Первомайским сельским поселением. Почти все населенные пункты, находящиеся на территории сельского поселения, соединены дорогами с твёрдым покрытием (протяжённость дорог составляет 28 км). На территории поселения протекает река Нагольная, имеется также и источник родниковой воды, а как следствие ― большие запасы питьевой воды.
Площадь сельского поселения составляет 481 кв. км.

## История
В 2006 году было укрупнено за счёт присоединения территории Кривошлыковской сельской администрации.

## Административное устройство
В состав Верхнесвечниковского сельского поселения входят:
- село Верхнесвечниково;
- хутор Бакланов;
- хутор Бутков;
- посёлок Древние Курганы;
- хутор Егоро-Чернояровский;
- хутор Жиров;
- хутор Калашников;
- хутор Михайловка;
- хутор Морозовский 2-й;
- хутор Новомосковка;
- посёлок Орловская Балка;
- посёлок Степной Кут;
- посёлок Теплые Ключи.

## Население
| 2010  | 2012  | 2013  | 2014  | 2015  | 2016  | 2017  |
| ----- | ----- | ----- | ----- | ----- | ----- | ----- |
| 1764  | ↘1720 | ↘1642 | ↘1595 | ↘1567 | ↘1546 | ↗1555 |
| 2018  | 2019  | 2020  | 2021  |       |       |       |
| ↘1521 | ↘1482 | ↘1443 | ↘1420 |       |       |       |

## Экономика
Основная отрасль экономики, в которую вовлечено население Верхнесвечниковского сельского поселения — сельское хозяйство. Основными продовольственными культурами являются озимая пшеница и подсолнечник. В муниципальном образовании сельскохозяйственную деятельность осуществляют 25 организаций и предприятий (различных форм правовой организации, в основном это крестьянско-фермерские хозяйства).

## Социальная сфера
В сельском поселении действует 3 общеобразовательных учреждения, несколько лечебно-профилактических учреждений, а также дом-интернат для престарелых и инвалидов. В селе Верхнесвечниково функционируют Дом культуры и библиотека.